# Кавакадзе (1937)
«Кавакадзе» (яп. 江風, Kawakaze) — ескадрений міноносець Імперського флоту Японії, який взяв участь у Другій Світовій війні.
Корабель, який став  дев'ятим серед есмінців типу «Сірацую», спорудили у 1937 році на верфі Fujinagata Shipyards у Осаці.
На момент вступу Японії у Другу світову війну «Кавакадзе» належав до 24 дивізії ескадрених міноносців. 1 грудня 1941-го дивізія прибула з Японії до Палау (важлива база на заході Каролінських островів), а 6 грудня її есмінці вийшли з Палау в межах підготовки до операції з висадки допоміжних десантів на Філіппінах, які мали передувати вторгненню головних сил до затоки Лінгаєн на заході острова Лусон. Вранці 8 грудня 1941-го з Палау вирушив транспортний загін, який під прикриттям бойових кораблів прослідував до південно-східного завершення Лусону та 12 грудня безперешкодно десантував війська у Легаспі.
Після цього «Кавакадзе» разом з іншими есмінцями 24-ї дивізії попрямували для охорони ще одного конвою з десантом, який 17 грудня вийшов із порту Конія на острові Амаміосіма (північна група островів Рюкю) та 24 грудня без особливого спротиву провів висадку у затоці Ламон-Бей на східному узбережжі Лусону.
На початку січня 1942-го 24-та дивізія була залучена для прикриття десанту у Нідерландській Ост-Індії на острів Таракан (центр нафтовидобувної промисловості біля південно-східного завершення острова Борнео). 6 січня транспорти з військами вийшли із порту Давао на південному узбережжі філіппінського острова Мінданао (був захоплений японцями ще 20 грудня), а в ніч на 11 січня розпочалась висадка на Таракані.  
21 січня 1942-го «Кавакадзе» у складі значного загону (1 легкий крейсер та ще 8 есмінців) розпочав прикриття конвою з десантом, який вийшов з Таракану для оволодіння Балікпапаном (ще один  нафтовидобувної промисловості на східному узбережжі острова Борнео). На цей раз прикриття не впоралось із завданням і під час висадки в ніч з 23 на 24 січня транспорти були атаковані американськими есмінцями, яким вдалось потопити три судна. Втім, захоплення Балкіпапану пройшло успішно.
У першій декаді лютого 1942-го «Кавакадзе» та ще чотири есмінці з Балікпапану прийняли певну участь у прикритті висадки в Макассарі (відбулась в ніч на 8 лютого), розташованому за п'ять сотень кілометрів на південний схід від Балікпапану на південно-західному півострові острова Целебес. Втім, можливо відзначити, що основний загін прикриття прямував разом з транспортними суднами із протилежного напрямку, зі Старінг-Бей на південно-східному півострові Целебесу.
Надалі «Кавакадзе» перейшов дещо північніше до Голо (на однойменному острові у філіппінському архіпелазі Сулу), звідки 17 лютого 1942-го вийшов у зворотному напрямку разом з важким крейсером «Асігара» та есмінцем «Ямакадзе» і 18 лютого прибув до Балікпапану. За первісним планом Кавкадзе мав приєднатись до ескорту великого конвою з силами вторгнення на схід Яви, проте у перші години 20 лютого екстрено вийшов із названими крейсером та есмінцем для допомоги загону, що повертався після прикриття висадки на Балі та був атакований ворожими кораблями. Втім, загін «Асігари» не зміг наздогнати супротивника, після чого попрямував до Старінг-Бей.
Далі «Кавакадзе» та «Ямакадзе» передали до ескорту важких крейсерів «Наті» та «Хагуро». 25 лютого останні (а також 2 легкі крейсери і 16 есмінців) вийшли в море з Купангу (західна частина острова Тимор) для прикриття вторгнення на схід Яви. 27 лютого це з'єднання виграло битву в Яванському морі, що дозволило десанту безперешкодно висадитись 1 березня у Крагані. Того ж 1 березня «Кавакадзе» брав участь у Другій битві в Яванському морі, під час якої підібрав 35 вцілілих із потоплених кораблів союзників
У першій половині березня 1942-го «Кавакадзе» прибув до Старінг-Бей, після чого 8 — 14 березня разом з двома іншими есмінцями дивізії ескортував конвой до Сінгапуру. 5 квітня ці есмінці були вже у затоці Лінгайєн, після чого їх залучили до окупації островів Панай та Негрос (центральна частина Філіппінського архіпелагу). 28 квітня — 1 травня всі вони перейшли з Панаю до Сасебо для короткочасного докового ремонту.
Менше ніж через місяць «Кавакадзе» брав участь в операції, яка мала за мету захоплення атолу Мідвей та створення баз Алеутських островах. Есмінець належав до загону адмірала Такасу, що здійснював прикриття операції на Алеутах та повернувся до Японії 14 червня 1942-го.
7 серпня 1942-го союзники висадились на сході Соломонових островів, що започаткувало шестимісячну битву за Гуадалканал та змусило японське командування перекидати сюди підкріплення. 11 серпня «Кавакадзе» вирушив разом з великим загоном надводних кораблів (який включав 1 лінкор, 5 важких та 1 легкий крейсер, 1 гідроавіаносець) із Йокосуки та 17 серпня прибув на Трук у центральній частині Каролінських островів (тут ще до війни створили потужну базу японського ВМФ, з якої до лютого 1944-го провадились операції у цілому ряді архіпелагів). Невдовзі «Кавакадзе» та ще два есмінці 24-ї дивізії рушили далі та 18 серпня приєднались до охорони другого та третього ешелонів конвою, який намагався доправити підкріплення на Гуадалканал (вийшли з Труку ще 16 серпня, проте включали транспортні судна, швидкість яких була значно меншою аніж у військових кораблів). В якийсь момент «Кавакадзе» відділився та попрямував до Гуадалканалу, де в ніч з 21 на 22 серпня вступив у бій з американським есмінцем «Блю», який патрулював біля північного узбережжя острова у протоці Сіларк (унаслідок війни через велику кількість потоплених тут кораблів отримала назву Айрон-Боттом-Саунд, протока Залізне дно). Внаслідок потрапляння торпеди з «Кавакадзе» «Блю» втратив хід, до вечора 23 серпня його намагались відбуксирувати на сусідній острів Тулагі, проте врятувати корабель не вдалось. Що стосується, «Кавакадзе», то він прослідував від Гуадалканалу на захід Соломонових островів, до якірної стоянки Шортленд — прикритої групою невеликих островів Шортленд акваторії біля південного завершення острова Бугенвіль, де зазвичай відстоювались легкі бойові кораблі та перевалювались вантажі для подальшої відправки далі на схід.
24 серпня «Кавакадзе» та ще 3 есмінці вийшли з Шортленду і попрямували до Гуадалканалу, де зустрілись із есмінцем «Кагеро» (останній перед тим належав до першого, швидкохідного ешелону згаданого вище конвою з Трука, а після доставки підкріплення на Гуадалканал періодично повертався до цього острова для патрулювання та артилерійської підтримки). Після цього загін із 5 есмінців провів обстріл аеродрому Гендерсон-Філд та рушив назустріч другому і третьому ешелонам конвою, які відновили свій рух після зіткнення авіаносних з'єднань 24 серпня, відомого як Битва у східних Соломонових островів. Хоча, у відповідності до японських очікувань, авіаносна авіація не атакувала конвой, проте удари літаків з Гуадалканалу та Еспіриту-Санто призвели до загибелі та пошкодження кількох кораблів і змусили залишки конвою узяти курс на Шортленд. При цьому «Кавакадзе» та ще два есмінці відокремились і в ніч з 26 на 27 серпня висадили 350 бійців на Гуадалканалі, після чого вже попрямували на Шортленд.
В наступні кілька тижнів головним завданням для «Кавакадзе» стали транспортні рейси до Гуадалканалу (доставка підкріплень та вантажів на швидкохідних есмінцях до району активних бойових дій стала типовою для японського флоту в кампанії на Соломонових островах). Вже 27 серпня «Кавакадзе» вийшов у перший такий рейс, який, втім, був скасований. Наступної доби есмінець повторив спробу, але рейс знову довелось скасувати. Нарешті, 29 та 31 серпня «Кавакадзе» здійснив повноцінні рейси до Гудалканалу, а 4 — 5 вересня разом з двома іншими есмінцями своєї дивізії (четвертий — «Ямакадзе» — вже загинув) супроводжував баржі, що прямували на Гуадалканал від острова Санта-Ісабель.
До кінця місяця «Кавакадзе» ще п'ять разів виходив у транспортні рейси до Гуадалканалу (7, 11, 15, 18 та 24 вересня), при цьому два останні походи довелось перервати через присутність ворожих сил поблизу пункту призначення та дії авіації відповідно. 13 вересня есмінець надавав вогневу підтримку наземним військам, які розпочали наступ на острові (відомий як битва за хребет Едсона). 26 — 28 вересня «Кавакадзе» прослідував з Шортленду на Трук, проте вже у першій половині жовтня знову був біля Бугенвілю.
11 жовтня 1942-го «Кавакадзе» полишив стоянку Шортленд, щоб приєднатись до головних сил, які тієї доби вийшли з Труку. 12 жовтня сім есмінців з Шортленду увійшли до загону адмірала Куріти, головну силу якого складали лінкори «Харуна» та «Конго». Останні у перші години 13 жовтня провели вдалий обстріл аеродрому Гендерсон-Філд, знищивши понад чотири десятки ворожих літаків. Після обстрілу загін Куріти приєднався до сил під командуванням адмірала Конде, у складі яких патрулював північніше від Соломонових островів. В останній декаді жовтня 1942-го японці вступили у битву біля островів Санта-Круз, при цьому все вирішила дуель авіаносців, тоді як лінкори та крейсери Конде так і не вступили у бій, а 30 жовтня прибули на Трук.
3 — 5 листопада 1942-го «Кавакадзе» разом із п'ятьма іншими есмінцями супроводжував важкі крейсери «Судзуя» та «Мая» з Труку до Шортленду.
7 листопада 1942-го «Кавакадзе» разом зі ще 10 есмінцями виконав транспортний рейс до Гуадалканалу, а 13 листопада був задіяний у супроводі великого конвою транспортних суден. Проведення останнього призвело до вирішальної морської битви біля острова, в якій японці зазнали поразки. 14 листопада есмінець підібрав біля 550 осіб із потопленого авіацією судна «Брисбен-Мару», після чого повернувся на Шортленд.
16 — 17 листопада «Кавакадзе» здійснив перехід до Рабаулу разом зі ще 3 есмінцями (можливо відзначити, що їх лише ненадовго випередили 5 есмінців та важкий крейсером «Тьокай», який був пошкоджений авіацією під час тієї ж битви біля Гуадалканалу). По прибутті до Рабаулу есмінці задіяли для операції на Новій Гвінеї, де 16 листопада 1942-го союзники почали наступ на район Буна-Гона (півострів Папуа). 18 листопада «Кавакадзе» разом з 2 іншими есмінцями вирушив у транспортний рейс до Буни, а 27 листопада повернувся до Шортленду.
30 листопада 1942-го "Кавакадзе" та ще 7 есмінців попрямували у транспортний рейс до Гуадалканалу. На підході до острова їх перехопив ворожий загін, що призвело до бою біля Тассафаронга. В останньому випущені японськими кораблями торпеди уразили одразу 4 американські важкі крейсери, при цьому існують підстави вважати, що «Кавкадзе» поцілив крейсер «Пенсакола», який проходив ремонт кілька місяців.
Протягом першої половини грудня 1942-го «Кавакадзе» взяв участь у трьох рейсах до Гуадалканалу — 3, 7 та 11 числа. Другий з них був перерваний через атаку торпедних катерів, а під час третього «Кавакадзе» відносився до групи прикриття та разом з есмінцем «Судзукадзе» потопив торпедний катер PT-44 (втім, американцям вдалось потопити есмінець «Терудзукі»).
14 грудня 1942-го «Кавакадзе» повернувся у Рабаул, а 19 — 23 грудня разом зі ще одним есмінцем ескортував транспорт «Козан-Мару», який прослідував через Шортленд та доставив більше тисячі військовослужбовців та амуніцію до Мунди на острові Нью-Джорджія (центральна частина Соломонових островів).
1 січня 1943-го «Кавакадзе» вирушив з Рабаулу до Шортленду, а вже наступної доби входив до загону прикриття під час нового рейсу есмінців на Гуадалканал. 10 січня він прикривав ще один рейс до цього острова, під час якого на зворотньому шляху ескортував есмінець «Арасі», який вів на буксирі ще один корабель цього ж класу «Хацукадзе», пошкоджений торпедним катером.
14 січня 1943-го «Кавакадзе» прослідував у Рабаул, після чого 16 — 23 січня здійснив новий рейс до архіпелагу Нью-Джорджія та назад. На цей раз він супроводжував конвой, що прямував до острова Коломбангара.
27 — 28 січня 1943-го «Кавакадзе» перейшов на Шортленд, після чого здійснив транспортний рейс до островів Рассел (між Нью-Джорджією та Гуадалканалом). На початку лютого 1943-го есмінець задіяли у операції з евакуації японських військ з Гуадалканалу. 1 та 4 лютого він забезпечував прикриття есмінців, які безпосередньо вивозили бійців, при цьому у першому рейсі потопив торпедний катер PT-111, а у другом зняв адмірала із есмінця «Сіраюкі», який втратив хід через аварію машини (втім, невдовзі цей корабель зміг повернутись до виконання завдання). 8 лютого «Кавакадзе» виходив з Шортленду для надання допомоги есмінцю «Ісокадзе», який був пошкоджений авіацією під час евакуації гарнізону з островів Рассел (у підсумку цей корабель загине лише в 1945-му, під час самогубчого виходу лінкора «Ямато»).
9 лютого 1943-го «Кавакадзе» вийшов з Шортленду у супроводу конвою до Рабаула, проте зазнав суттєвих пошкоджень під час зіткнення з транспортом Тоун-Мару та 10 лютого повернувся до Бугенвіля. 11 — 13 лютого «Кавакадзе» перейшов до Рабаулу за сприяння есмінця «Куросіо», при цьому довелось звертатись до буксирування. Через кілька тижнів, 2 — 6 березня, «Кавакадзе» зміг прослідувати з конвоєм на Трук, а після проведеного там чергового курсу відновлювальних робіт 21 — 26 березня перейшов до Японії, де став на завершальний ремонт у Сасебо.
27  травня — 3 червня 1943-го «Кавакадзе» ескортував конвой з Сасебо на Трук, а 5 — 10 червня разом зі ще щонайменше одним есмінцем здійснив рейс через Попапе (східні Каролінські острови) до Науру та назад, виконавши завдання із доставки підкріплень для гарнізону цього форпосту. 14 червня 1943-го «Кавакадзе» вийшов з Труку разом з легким крейсером «Дзінцу» для доставки обслуговуючого персоналу авіації на атол Кваджелейн (Маршаллові острови). 19 числа кораблі повернулись назад.
30 червня 1943-го американські війська висадились на островах Нью-Джорджія, що започаткувало тримісячну битву за цей архіпелаг у центральній частині Соломонових островів. Того ж дня «Кавакадзе» та два есмінці вийшли для супроводу важкого крейсера «Тьокай» до Рабаулу, проте «Кавакадзе» невдовзі наскочив на риф та був вимушений повернутись до Труку.
Після ремонту есмінець у липні 1943-го все-таки прибув у Рабаул. 1 серпня він здійснив транспортний рейс до Тулуву на мисі Глочестер, який утворює західне завершення острова Нова Британія (можливо відзначити, що рейси у цей район могли бути вельми небезпечними — ще за кілька місяців до того союзники в битві у морі Бісмарка повністю розгромили японський конвой, який віз підкріплення на Нову Гвінею).
В ніч з 6 на 7 серпня 1943-го «Кавакадзе» та ще три есмінці здійснювали рейс з військами на Коломбангару, проте були перехоплені. Унаслідок бою в затоці Велья японський загін зазнав важкої поразки, «Кавакадзе» був поцілений американським торпедним залпом та затонув, при цьому загинуло 169 членів екіпажу та велика кількість військовослужбовців, що перебували на борту (всього після потоплення трьох есмінців, які на додачу до екіпажів перевозили 900 бійців, врятувались лише 310 осіб).   